# فوريكاريا
فوريكاريا ( نكو : ߝߏߙߋߞߊߙߌߦߊ߫) هي مدينة ومحافظة فرعية تقع في إقليم كنديا غرب غينيا. وهي عاصمة .عدد السكان 21،710 (تقديرات عام 2008). 

## ملحوظون
كانت مسقط رأس المخرج السينمائي هنري دوبارك.

## التعدين
فوريكاريا هي محطة محتملة على سكة حديدية شديدة التحمل بين منجم كاليا ‏ وميناء ماتاكونغ ‏ لتصدير خام الحديد. أحد المناجم في كاليا.

## إيبولا
قام إسماعيل ولد الشيخ أحمد، رئيس بعثة الأمم المتحدة للاستجابة الطارئة للإيبولا (UMEER) بزيارة فوريكاريا في مارس 2015، حيث أعرب عن قلقه بشأن استمرار عدد كبير من حالات الإصابة بفيروس إيبولا. ودعا إلى توثيق التعاون بين الخدمات الصحية في غينيا وسيراليون المجاورة. وذلك لوجود ثلاثة أرباع جميع حالات الإيبولا في جميع أنحاء العالم في المناطق المشتركة لمحافظة فوريكارياه ومقاطعة كامبيا ‏ المجاورة في سيراليون.